# Sanare
Sanare é a maior cidade e capital da paróquia de Pío Tamayo, subdivisão do município de Andrés Blanco, no Estado de Lara, Venezuela.
Sanare foi fundada em 1620 pelo frade Dominico Melchor Ponce de Léon, seguindo ordens do governador Don Francisco de la Hoz Berrio.